# Politológus
Politológus: társadalomtudományi szakember, aki a politikatudomány módszereivel és rendszertanával vizsgálja a politikai közélet eseményeit és történéseit, és azokat elemző (analitikus) szemléletmód alapján, értelmezetten bemutatja.

## Fő feladata
Fő feladata tehát a politikai világban való eligazodás és eligazítás, a társadalomtudományi kutatás metódusainak segítségével.

## Tárgyilagosság
A politológus szakma alapvető íratlan szabálya, hogy a szakembernek mindig elfogulatlanságra, objektivitásra és tárgyilagosságra kell törekednie. Ez nem zárja ki azt, hogy politológusként működjenek olyanok is, akik valamely párt vagy az államapparátus vezetésében életük egy időszakában betöltöttek – vagy pedig éppen most betöltenek – valamilyen szerepet.